# L'oiseau bleu

L'Oiseau bleu es un maxi sencillo publicado por la cantante japonesa de I've Sound, Mami Kawada. Fue publicado el 24 de junio del 2009. Se trata del primer sencillo de la cantante que no fue utilizado en ninguna serie de anime, y es también el primero que produjo CG Mix para ella. Este sencillo también fue incluido en el pack especial: I've Sound 10th Anniversary 「Departed to the future」 Special CD BOX que fue publicado el 25 de marzo del 2009.
La canción de la cara b Kaze to Kimi wo Daite -I'VE in BUDOKAN 2009 Live ver.- (風と君を抱いて?) es la versión en directo de la primera canción que Mami Kawada cantó para una novela visual.
El sencillo solo sería publicado en una edición de CD+DVD (GNCV-0017). El DVD contiene el videoclip de  L'Oiseau bleu.

## Canciones
1. L'Oiseau bleu -- 5:38
Letra: Mami Kawada
Composición/Arreglos: C.G mix
2. Kaze to Kimi wo Daite -I'VE in BUDOKAN 2009 Live ver.- (風と君を抱いて?) -- 4:26
Letra: KOTOKO
Commposición/Arreglos: Kazuya Takase
3. L'Oiseau bleu (instrumental) -- 5:35

## I've Sound 10th Anniversary 「Departed to the future」 trayectoria de ventas
| Mon | Tue | Wed | Thu | Fri | Sat | Sun | Week Rank | Sales | Total Sales |
| --- | --- | --- | --- | --- | --- | --- | --------- | ----- | ----------- |
| --  | 21  | --  | --  | --  | --  | --  | 43        | 3,838 | 3,838       |
| --  | --  | --  | --  | --  | --  | --  | 290       | 501   | 4,339       |

## Trayectoria de ventas
| Mon | Tue | Wed | Thu | Fri | Sat | Sun | Week Rank | Sales | Total Sales |
| --- | --- | --- | --- | --- | --- | --- | --------- | ----- | ----------- |
| --  | --  | --  | --  | --  | --  | --  | 113       | 706   | 706         |